# Іван Хурс (розвідувальний корабель)
«Іван Хурс» проєкту 18280 (судно зв'язку) (рос. «Иван Хурс») — російський середній розвідувальний корабель ближньої, дальньої морської та океанської зони. Перший серійний і один з двох кораблів проєкту 18280.
До завдань корабля входило забезпечення зв'язку та управління флотом, ведення радіорозвідки та радіоелектронної боротьби, стеження за компонентами американської системи ПРО.
Корабель названий на честь начальника Розвідувального управління Головного штабу ВМФ СРСР у 1979—1987 роках — віцеадмірала Івана Хурса.

## Характеристики корабля
- Водотоннажність повна — 4000 тонн
- Швидкість ходу — 16 вузлів
- Максимальна швидкість — 20 вузлів
- Максимальна дальність плавання — 8000 миль
- Екіпаж — 131 людина

Енергетична установка корабля включає два дизель-редукторних агрегати 5ДРА з дизелем 11Д42 розмірності 30/38 виробництва Коломенського заводу ЗАТ «Трансмашхолдинг». Потужність агрегатів — 2 х 2720 к. с., потужність дизелів — 2 х 2516 к. с. Як рушії використано 2 гвинти регульованого кроку.
За словами головного конструктора ЦКБ «Айсберг» Олександра Рижкова, порівняно з «Юрієм Івановим», у проєкт внесено «цілу низку змін, спрямованих на поліпшення бойових і експлуатаційних характеристик, а також на поліпшення умов населеності — для зручності екіпажу».
Розробники розглядали, що такий корабель, як «Іван Хурс», може виступати в ролі «флагмана мережецентричної війни» і стати координатором дій для цілої ескадри або корабельної ударної групи (КУГ), яка перебуває у взаємодії з авіацією і сухопутною армією. До комплексу забезпечення навігації, зв'язку та радіорозвідки входять:
- навігаційна РЛС МР-231-3
- місткова радіоелектронна система позиціювання, локалізації, виявлення та орієнтування «Місток-18280»
- система забезпечення електронної сумісності радіолокаційних розвідувальних і навігаційних станцій, систем управління зенітними артилерійськими й ракетними комплексами та систем взаємного обміну інформацією «Підзаголовок-23».

Розрахунковий термін експлуатації — 25 років.

## Служба
Початковий план передбачав передачу судна Тихоокеанському флоту. Однак у квітні 2017 року в Чорному морі затонув середній розвідувальний корабель «Лиман», зіткнувшись із судном-скотовозом Youzarsif H. Як заміна флоту було надано «Іван Хурс». За офіційною версією, у Чорному морі судно забезпечує безпеку функціонування трубопроводів «Турецький потік» і «Блакитний потік».
Рано вранці 24 травня 2023 року Збройні сили України атакували корабель «Іван Хурс» трьома безпілотними катерами. У той момент він був в економічній зоні Туреччини, приблизно за 140 кілометрів на північний схід від протоки Босфор. Міноборони Росії звинуватило Україну, відзвітувало про знищення всіх трьох безпілотників і продемонструвало 10-секундний ролик знищення одного з катерів, що наближалися. За офіційною версією, «Іван Хурс» не постраждав.
25 травня було опубліковано запис з одного з катерів, на якому видно, що один з безпілотників досягає лівого боку корми судна. Зйомка обривається, і результатів ймовірного зіткнення не видно. Відео поставило під сумнів твердження Міноборони Росії, що корабель не постраждав. Після публікації цього відео прокремлівські телеграм-канали почали поширювати відео «повернення» корабля після атаки, яке насправді було опубліковано на YouTube ще у 2021 році. Інші опубліковані фотографії з бухти Севастополя не дають змоги напевно ідентифікувати судно.
23 березня 2024 в Севастополі судно пошкоджено ракетою Storm Shadow, 26 березня Україна підтвердила ураження. Судно знову було помічено в морі близ берегів Севастополя 18 серпня 2024 року.